# Dominique van Oost
Dominique Joseph van Oost (* 8. August 1677 in Lille; † 30. September 1738 ebenda) war ein Historien- und Porträtmaler.

## Leben und Wirken
Der Sohn von Jakob van Oost dem Jüngeren wurde 1699 in Lille eingebürgert. Er repräsentierte die dritte Generation der Künstlerfamilie van Oost. Sein Schaffensbereich waren Lille und Tournai. Es sind nur wenige Werke von ihm überliefert. Im Jahr 1720 fertigte er die Porträts von Kaiser Karl VI. und des Prinzen Eugen für den Schöffensaal in Tournai an. Im selben Jahr porträtierte er einen Kanonikus für den Sitzungssaal des Hôpital Notre-Dame derselben Stadt.
Das Porträt des Rechtsgelehrten Patou von 1726 befindet sich im Musée des Beaux-Arts in Lille. Weitere Werke waren in den kirchlichen Einrichtungen seiner Heimatstadt.

## Weblink
- Porträt Domherr Dekoning

| Personendaten    | Personendaten                                   |
| ---------------- | ----------------------------------------------- |
| NAME             | Oost, Dominique van                             |
| ALTERNATIVNAMEN  | Oost, Dominique Joseph van (vollständiger Name) |
| KURZBESCHREIBUNG | französischer Maler                             |
| GEBURTSDATUM     | 8. August 1677                                  |
| GEBURTSORT       | Lille                                           |
| STERBEDATUM      | 30. September 1738                              |
| STERBEORT        | Lille                                           |